# Gouvernement Revilla IV
 Cantabrie
Revilla III 
Le gouvernement Revilla IV est le gouvernement de Cantabrie entre le 8 juillet 2019 et le 7 juillet 2023, durant la Xe législature du Parlement de Cantabrie. Il est présidé par Miguel Ángel Revilla.

## Historique
Dirigé par le président Miguel Ángel Revilla, ce gouvernement est constitué d'une coalition allant du centre gauche au centre régionaliste entre le Parti régionaliste de Cantabrie (PRC) et le Parti socialiste de Cantabrie-PSOE (PSC-PSOE). Ensemble, ils disposent de 60 % des sièges du Parlement de Cantabrie
Il est formé à la suite des élections cantabres du 26 mai 2019 qui voient la victoire du PRC, la montée du PSC-PSOE et de Ciudadanos, le recul du Parti populaire de Cantabrie, la disparition de Podemos et l'irruption de Vox au parlement régional.
Un remaniement affectant le PRC est annoncé le 15 janvier par Revilla. En plus d'une réorganisation des compétences entre les conseillers régionalistes, le conseiller à l'Industrie Francisco Martín est relevé de ses fonctions pour être nommé président de l'Autorité portuaire de Santander ; le poste laissé vacant revenant à Francisco López Marcano, réhabilité après son absolution du chef de prévarication.

## Composition

### Initiale
| Fonction                                                                                          | Titulaire | Titulaire                     | Parti    |
| ------------------------------------------------------------------------------------------------- | --------- | ----------------------------- | -------- |
| Président                                                                                         |           | Miguel Ángel Revilla Roiz     | PRC      |
| Vice-président Conseiller à l'Enseignement supérieur, à l'Égalité, à la Culture et aux Sports     |           | Pablo Zuloaga Martínez        | PSC-PSOE |
| Conseillère à la Présidence, à l'Intérieur, à la Justice et à l'Action extérieure                 |           | Paula Fernández Viaña         | PRC      |
| Conseiller aux Travaux publics, à l'Aménagement du territoire et à l'Urbanisme                    |           | José Luis Gochicoa González   | PRC      |
| Conseillère à l'Économie et aux Finances                                                          |           | María Sánchez Ruiz            | PSC-PSOE |
| Conseillère à l'Éducation, à la Formation professionnelle et au Tourisme                          |           | Marina Lombó Gutiérrez        | PRC      |
| Conseiller au Développement rural, à l'Élevage, à la Pêche, à l'Alimentation et à l'Environnement |           | Juan Guillermo Blanco Gómez   | PRC      |
| Conseiller à l'Innovation, à l'Industrie, aux Transports et au Commerce                           |           | Francisco Luis Martín Gallego | PRC      |
| Conseiller à la Santé                                                                             |           | Miguel Javier Rodríguez Gómez | PSC-PSOE |
| Conseillère à l'Emploi et aux Politiques sociales                                                 |           | Ana Belén Álvarez Fernández   | PSC-PSOE |

### Remaniement du25 janvier 2021
| Fonction                                                                                          | Titulaire | Titulaire                          | Parti    |
| ------------------------------------------------------------------------------------------------- | --------- | ---------------------------------- | -------- |
| Président                                                                                         |           | Miguel Ángel Revilla Roiz          | PRC      |
| Vice-président Conseiller à l'Enseignement supérieur, à l'Égalité, à la Culture et aux Sports     |           | Pablo Zuloaga Martínez             | PSC-PSOE |
| Conseillère à la Présidence, à l'Intérieur, à la Justice et à l'Action extérieure                 |           | Paula Fernández Viaña              | PRC      |
| Conseiller aux Travaux publics, à l'Aménagement du territoire et à l'Urbanisme                    |           | José Luis Gochicoa González        | PRC      |
| Conseillère à l'Économie et aux Finances                                                          |           | María Sánchez Ruiz                 | PSC-PSOE |
| Conseillère à l'Éducation et à la Formation professionnelle                                       |           | Marina Lombó Gutiérrez             | PRC      |
| Conseiller au Développement rural, à l'Élevage, à la Pêche, à l'Alimentation et à l'Environnement |           | Juan Guillermo Blanco Gómez        | PRC      |
| Conseiller à l'Industrie, au Tourisme, à l'Innovation, aux Transports et au Commerce              |           | Francisco Javier López Marcano     | PRC      |
| Conseiller à la Santé                                                                             |           | Miguel Javier Rodríguez Gómez      | PSC-PSOE |
| Conseiller à la Santé                                                                             |           | Raúl Pesquera Cabezas (16/03/2022) | PSC-PSOE |
| Conseillère à l'Emploi et aux Politiques sociales                                                 |           | Ana Belén Álvarez Fernández        | PSC-PSOE |

### Remaniement du12 avril 2022
| Fonction                                                                                          | Titulaire | Titulaire                           | Parti    |
| ------------------------------------------------------------------------------------------------- | --------- | ----------------------------------- | -------- |
| Président                                                                                         |           | Miguel Ángel Revilla Roiz           | PRC      |
| Vice-président Conseiller à l'Enseignement supérieur, à l'Égalité, à la Culture et aux Sports     |           | Pablo Zuloaga Martínez              | PSC-PSOE |
| Conseillère à la Présidence, à l'Intérieur, à la Justice et à l'Action extérieure                 |           | Paula Fernández Viaña               | PRC      |
| Conseiller aux Travaux publics, à l'Aménagement du territoire et à l'Urbanisme                    |           | José Luis Gochicoa González         | PRC      |
| Conseiller aux Travaux publics, à l'Aménagement du territoire et à l'Urbanisme                    |           | Jezabel Morán Lamadrid (20/03/2023) | PRC      |
| Conseillère à l'Économie et aux Finances                                                          |           | Ana Belén Álvarez Fernández         | PSC-PSOE |
| Conseillère à l'Éducation et à la Formation professionnelle                                       |           | Marina Lombó Gutiérrez              | PRC      |
| Conseiller au Développement rural, à l'Élevage, à la Pêche, à l'Alimentation et à l'Environnement |           | Juan Guillermo Blanco Gómez         | PRC      |
| Conseiller à l'Industrie, au Tourisme, à l'Innovation, aux Transports et au Commerce              |           | Francisco Javier López Marcano      | PRC      |
| Conseiller à la Santé                                                                             |           | Raúl Pesquera Cabezas               | PSC-PSOE |
| Conseillère à l'Emploi et aux Politiques sociales                                                 |           | Eugenia Gómez de Diego              | PSC-PSOE |